# Enrique Peralta Azurdia
Alfredo Enrique Peralta Azurdia (ur. 17 czerwca 1908, zm. 18 lutego 1997) – gwatemalski pułkownik i polityk, wojskowy dyktator kraju w latach 1963 - 1966.
Pełnił funkcje ambasadora w Hawanie (stolicy Kuby), San Salvador (stolicy Salwadoru) i San José (stolicy Kostaryki), ministra rolnictwa (1959–1960) i ministra obrony (1961–1963). W 1963 stanął na czele przewrotu i obalił prezydenta Miguela Ydigorasa Fuentesa w celu niedopuszczenia do demokratycznych wyborów i powrotu Juana Jose Arevalo Bermejo. Chociaż oficjalną przyczyną zamachu Peralta ogłosił komunistyczne sympatie Ydigorasa, to faktycznie kontynuował jego politykę współpracy z USA i terroru wobec osób podejrzanych o związki z tą ideologią. Aby unowocześnić i sformalizować te działania, powołał Narodowe Archiwum Bezpieczeństwa (Archivo Nacional de Seguridad, ANS – urząd prowadzący rejestr domniemanych komunistów w praktyce przeciwników reżimu). Założył także partię o nazwie Partido Institucional Democratico. Przekazując większość stanowisk administracyjnych w Gwatemali wojskowym, doprowadził do umocnienia się dyktatury armii. W późniejszym czasie Peralta wyraził zgodę na zorganizowanie demokratycznych wyborów prezydenckich, w których poniósł nieoczekiwaną klęskę z Julio Cesarem Mendezem Montenegro, szefem Partido Revolucionaro, również popieranym przez rząd amerykański.